# I Can't Give You Anything but Love
I Can't Give You Anything but Love (ou I Can't Give You Anything but Love, Baby) est une chanson populaire, composée par Jimmy McHugh en 1928, avec des paroles de Dorothy Fields.

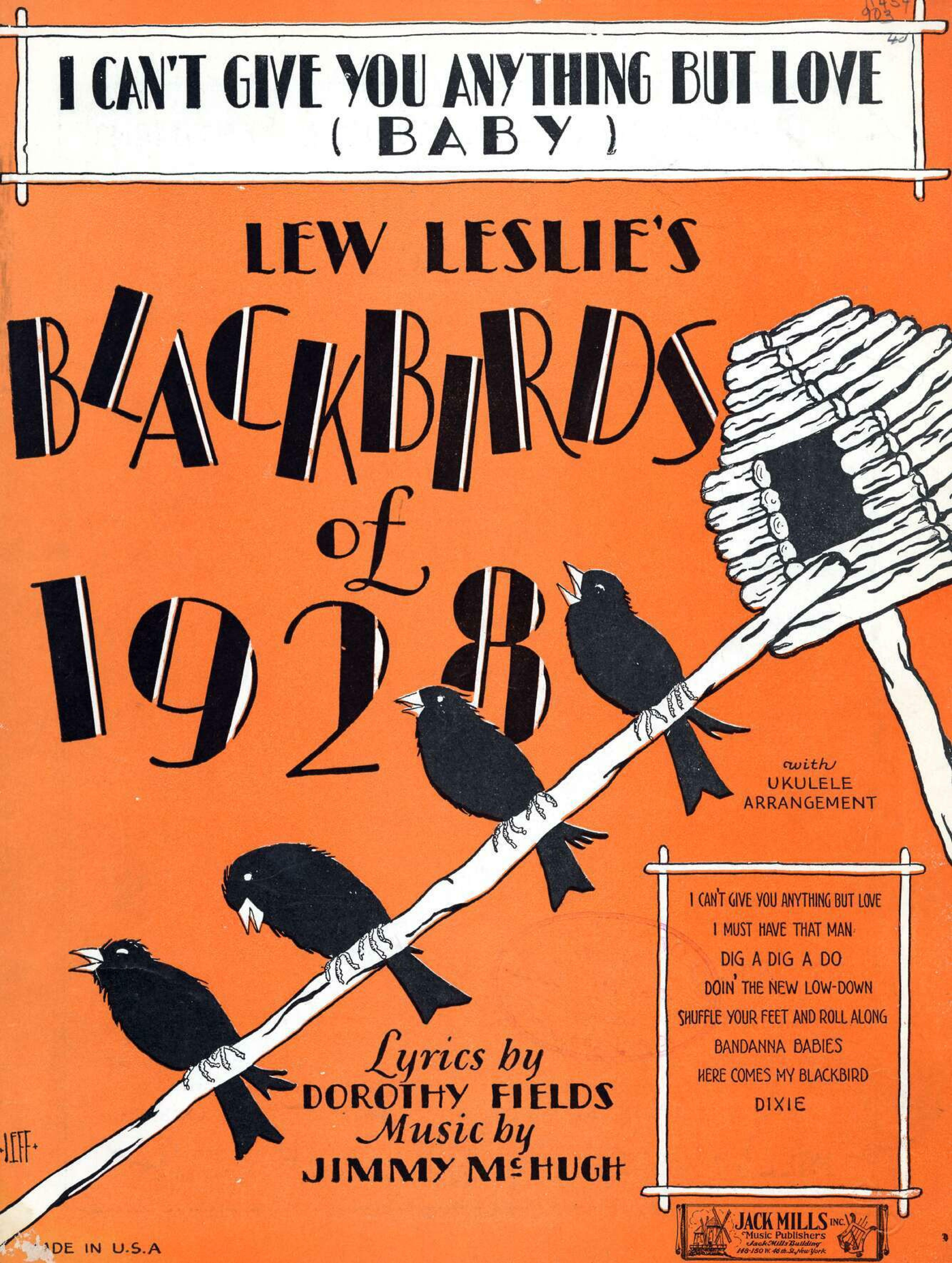
I Can't Give You Anything but Love (composition de 1928), couvertures de partitions des États-Unis, Sydney Leff.

Chanson devenue un standard de jazz, on peut l'entendre dans le film L'Impossible Monsieur Bébé (1938), et de nombreux artistes l'ont reprise, notamment Louis Armstrong, Ethel Waters et Duke Ellington, Billie Holiday, Fats Waller en duo avec Una Mae Carlisle, Anita O'Day, Louis Jordan, Doris Day, Ella Fitzgerald, Judy Garland, Art Pepper et Chet Baker (The Route, 1956), Sarah Vaughan, Liza Minnelli ou encore Marlene Dietrich. Lady Gaga et Tony Bennett l'ont également reprise dans le cadre de leur collaboration jazz Cheek to Cheek (2014).